# Microtriatoma
Microtriatoma is een geslacht van wantsen uit de familie van de Reduviidae (Roofwantsen). Het geslacht werd voor het eerst wetenschappelijk beschreven door Prosen & Martínez in 1952.

## Soorten
Het genus bevat de volgende soorten:

- Microtriatoma borbai Lent & Wygodzinsky, 1979
- Microtriatoma pratai Sherlock & Guitton
- Microtriatoma trinidadensis (Lent, 1951)